# Secusio deilemera
Secusio deilemera là một loài bướm đêm thuộc phân họ Arctiinae, họ Erebidae.